# Necropoli di Monte Abatone
La Necropoli di Monte Abatone è una area funebre etrusca, afferente all'antica città di Caere, situata su un'altura tufacea a sud-est di Cerveteri, in provincia di Roma.

## Descrizione
La necropoli è stata indagata a partire dal XIX secolo, e successivamente indagata con campagne di scavo nel 1944, tra il 1956 e il 1961 dalla Fondazione Lerici di Milano,, nel 2000 e dal 2018 al 2021.
La campagna di scavi condotta dalla Fondazione Lerici ha permesso di scoprire 641 tombe, tutte saccheggiate dai tombaroli; di queste poco più di 30 sono di tombe di tipo arcaico, ossia semicostruite, mentre tutte le altre sono di tipo a camera. Durante gli scavi del 2000 sono state recuperati oltre 100 sepolcri risalenti ad un periodo compreso tra IV e III a.C., simili nella struttura a quelli ritrovati nella Necropoli della Banditaccia. Quelli più rilevanti, per le originali planimetrie, sono le tombe del VII sec. a.C., tra le quali si citano il Tumulo Campana, il solo paragonabili per dimensioni a quelli della necropoli della Banditaccia, e la Tomba Torlonia.
La campagna di scavi più recente ha riportato alla luce tombe risalenti ad un periodo compreso tra l'VIII e il VI secolo a.C., dove sono stati ritrovati reperti riferibili a diversi luoghi del Mediterraneo.

## Reperti
Di seguito alcuni dei principali reperti ritrovati nella necropoli:
| Fotografia | Descrizione |
| ---------- | --- |
|            | Auriga e oplita su quadriga con 2 opliti in fuga; ceramica del tardo arcaico, ca. 530-500 a.C., esposto al Museo nazionale etrusco di Villa Giulia                                      |
|            | Urna funeraria a forma di casa, reperto dalla tomba 149 della necropoli, ca. 630-620 a.C., al Museo nazionale etrusco di Villa Giulia                                                   |
|            | Urna a klìne con donna semidistesa che versa profumo, produzione etrusca di influenza ionica, 550-500 ac ca.                                                                            |
|            | Ceramica con raffigurato Dioniso con un grappolo d'uva che cavalca un mulo itifallico, luogo di produzione: Atene, periodo ca. 520-480 a.C., al Museo nazionale etrusco di Villa Giulia |

### Annotazioni
1. ↑  I primi scavi si devono al Principe Torlonia, proprietario del Ducato di Ceri

### Fonti
1. ↑   Le altre Necropoli: il Sorbo, Ripa Sant'Angelo e Monte Abetone, su archivio.comune.cerveteri.rm.it. URL consultato il 3 agosto 2024.
2. 1 2 3   Cerveteri (Necropoli di Monte Abatone), su canino.info. URL consultato il 2 agosto 2024.
3. 1 2   Marina Micozzi, La tomba 137 e le prime fasi della necropoli di Monte Abatone (Cerveteri), in Archeologia classica, 2018, ISSN 0391-8165 (WC · ACNP).
4. 1 2 3   Nuova campagna di scavo nella necropoli di Monte Abatone a Cerveteri, su lemusenews.it. URL consultato il 7 agosto 2024.
5. ↑   Unitus, prima Campagna di scavo a Monte Abatone a Cerveteri, su lemusenews.it. URL consultato il 7 agosto 2024.
6. ↑   Necropoli di Monte Abatone (necropoli), su catalogo.beniculturali.it. URL consultato il 2 agosto 2024.